# The Missiles of October
The Missiles of October est un téléfilm américain réalisé par Anthony Page et sorti en 1974.

## Synopsis
Le film retrace la crise des missiles de Cuba.

## Fiche technique
- Titre : The Missiles of October
- Réalisation : Anthony Page
- Scénario : Stanley R. Greenberg, d'après le livre de Robert Kennedy Thirteen Days
- Production :  Maljack Productions, Viacom Productions (en)
- Genre : Documentaire historique
- Musique : Laurence Rosenthal
- Montage :  Jerry Greene
- Durée : 150 minutes
- Date de sortie : sur ABC  le 18 décembre 1974 ( États-Unis)

## Distribution
- William Devane : Président John F. Kennedy
- Ralph Bellamy : Ambassadeur à l'ONU Adlai Stevenson
- Howard Da Silva : Nikita Khrouchtchev
- James Hong : Secrétaire général de l'ONU U Thant
- Martin Sheen : Procureur général Robert F. Kennedy
- James T. Callahan : David Powers (en), conseiller spécial du Président
- Peter Canon : aide-de-camp de l'amiral
- Keene Curtis : John McCone, directeur de la CIA
- Charles Cyphers : photographe de presse
- Clifford David (en) : Theodore Sorensen, conseiller juridique
- Francis De Sales : sénateur
- John Dehner : Dean Acheson, ancien Secrétaire d'État
- Peter Donat : David Ormsby-Gore, ambassadeur britannique aux États-Unis
- Andrew Duggan : Gal Maxwell Taylor, chef d'état-major
- Richard Eastham (en) : Gal David M. Shoup, commandant du Corps des Marines
- Dana Elcar : Robert McNamara, Secrétaire à la Défense
- Eugene Elman (d) : membre du Præsidium (crédité comme Gene Elman)
- Ron Feinberg (en) : Charles de Gaulle
- Michael Fox : maréchal soviétique
- Arthur Franz : représentant Charles A. Halleck (en)
- Larry Gates : Dean Rusk, Secrétaire d'État
- Jerome Guardino : reporter
- Ted Hartley (en) : général américain
- Bern Hoffman (en) : membre du Præsidium
- Richard Karlan (en) : président du Præsidium
- Stacy Keach Sr. (en) : W.E. Knox, président de Westinghouse International
- Wright King : sénateur Richard Russell
- Will Kuluva (en) : Valerian Zorine
- Paul Lambert (en) : John Scali (en), correspondent d'ABC
- Doreen Lang : Evelyn Lincoln (en), secrétaire du président Kennedy
- Michael Lerner : Pierre Salinger, porte-parole de la Maison-Blanche
- Robert P. Lieb (d) : Gal Curtis LeMay, chef d'état-major de l'U.S. Air Force
- John McMurtry (d) : Ievgueni Ievtouchenko
- Byron Morrow (en) : sénateur J. William Fulbright
- Stewart Moss (en) : Kenneth O'Donnell (en), conseiller spécial du Président
- Stuart Nisbet (en) : reporter
- Buddy Ochoa (d) : assistant télévision
- James Olson : McGeorge Bundy, conseiller à la sécurité nationale
- Dennis Patrick (en) : Llewellyn Thompson (en), ancien ambassadeur américain en Union soviétique
- Albert Paulsen : ambassadeur Anatoli Dobrynine
- Nehemiah Persoff : Andreï Gromyko, ministre soviétique des Affaires étrangères
- William Prince : Douglas Dillon, Secrétaire au Trésor
- John Randolph : George Ball, Sous-secrétaire d'État
- Toby Russ (d) : serveur
- Kenneth Tobey : Am. George W. Anderson Jr. (en), chef des opérations navales
- Serge Tschernisch (d) : sténographe soviétique
- Jay Varela : délégué cubain (crédité comme Jay Vallera)
- George Wyner : aide-de-camp civil
- Harris Yulin : Alexandre Fomine, agent du KGB
- Thayer David : narrateur (non crédité)